# Heteronim
Heteronim – rodzaj pseudonimu literackiego (artystycznego), fikcyjny autor.
Od zwyczajnego pseudonimu różni się tym, że ukryty za heteronimem autor tworzy fikcyjną postać, obdarzając ją osobną biografią, wyglądem fizycznym oraz autonomiczną tożsamością i poglądami, często sprzecznymi z doświadczeniami rzeczywistego twórcy. Każdy z heteronimów posiada zazwyczaj własny styl i manierę literacką (twórczą).
Za mistrza heteronimów uchodzi portugalski poeta i pisarz Fernando Pessoa, który stworzył ich ponad siedemdziesiąt. Innymi twórcami posługującymi się heteronimami byli między innymi Søren Kierkegaard, Romain Gary czy David Solway.